# Kevin Cosgrove

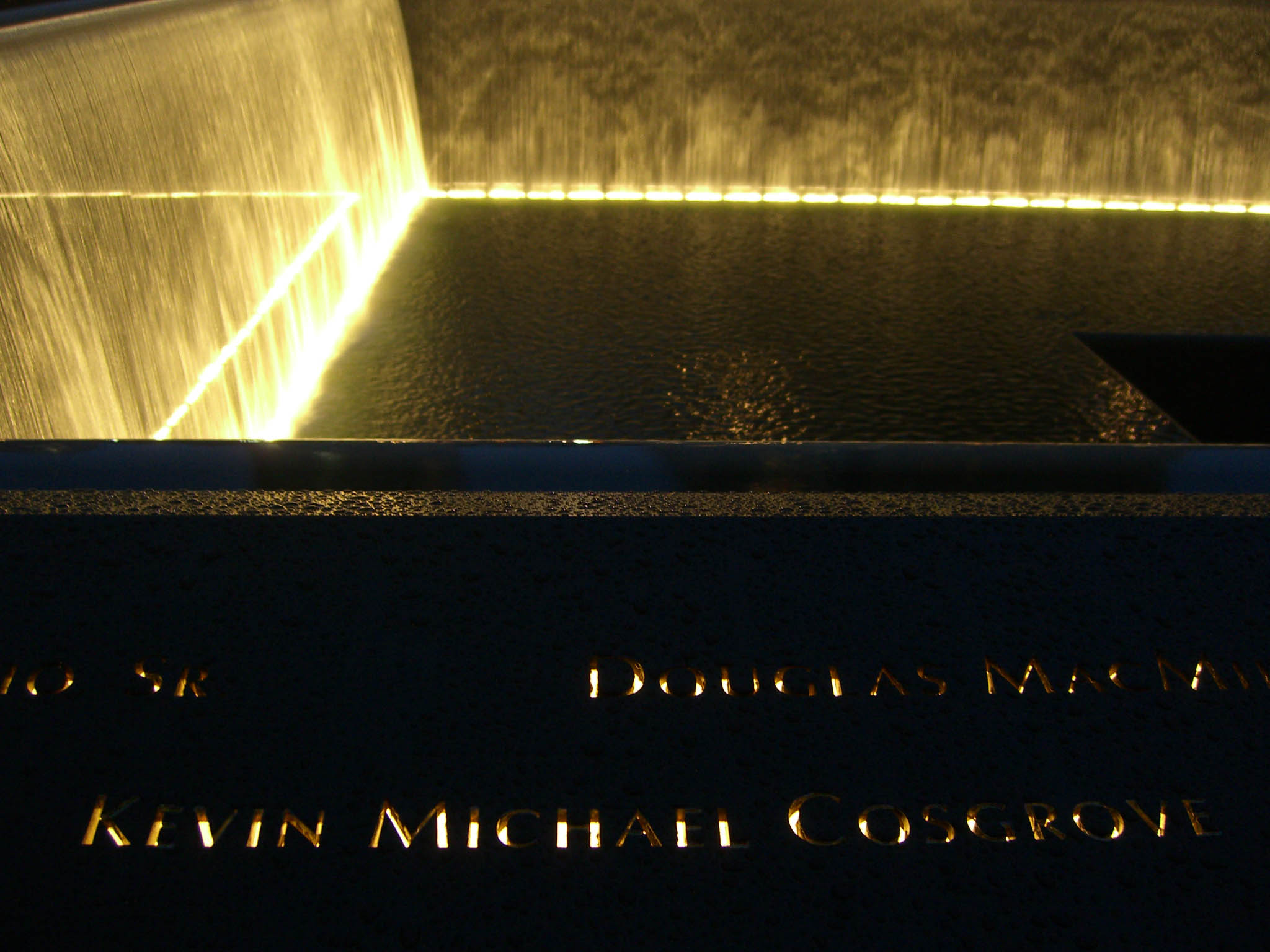
Schriftzug Kevin Michael Cosgrove auf dem Süd-Gedenkbrunnen des National September 11 Memorial

Kevin Michael Cosgrove (* 6. Januar 1955; † 11. September 2001 in New York) war ein US-amerikanischer Manager und Vizepräsident der Aon Corporation. Cosgrove gehörte zu den 175 Aon-Mitarbeitern, die bei den Terroranschlägen am 11. September 2001 starben. Er wurde bekannt durch seinen letzten Telefon-Anruf, den aufgezeichneten und später veröffentlichten 911-Notruf.

## 911 Anruf
Bekannt wurde er durch den sogenannten „9-1-1 call“, als Cosgrove gemeinsam mit zwei anderen Männern im 105. Stock im World Trade Center, WTC 2 (dem südlichen Tower) über dem World Financial Center versucht hat, seine Familie zum letzten Mal anzurufen. Das Gespräch fand in John Ostarus Büro statt. Während des Telefonats wird auch ein gewisser Doug Cherry genannt. Er sagte zum Operator: „Meine Frau denkt, dass es mir gut geht. Ich hatte sie angerufen und gesagt, dass ich das Gebäude verlassen werde und, dass es mir gut geht und dann BANG!“. Cosgroves letzte Worte waren: „Hallo. Wir schauen in … wir sind dem Financial Center zugewandt. Drei von uns. Zwei zerbrochene Fenster.“ Einige Sekunden später schrie er „Oh God! Oh!“ als die Verbindung unterbrochen wurde und der Tower einstürzte.
Seine Überreste wurden später in den Trümmern gefunden. Er wurde am 22. September 2001 auf dem St. Patrick Friedhof in Huntington, New York beerdigt.
Kevin Cosgrove lebte auf Long Island und hinterließ seine Frau, die Lehrerin Wendy Cosgrove, und drei Kinder.